# Sacerdote de Cádiz
El llamado Sacerdote de Cádiz es una estatuilla masculina de bronce y oro encontrada en la ciudad de Cádiz (Andalucía, España) en 1928, y conservada actualmente en el Museo Arqueológico Nacional de Madrid. Está datada en el siglo VIII o VII a. C. (Periodo Orientalizante Ibérico, Edad de Hierro I). Podría ser una representación del dios Ptah importada del Mediterráneo oriental, probablemente de Fenicia, o bien de un sacerdote del templo de Melkart.

## Hallazgo
En 1928, durante los trabajos de cimentación del edificio de Telefónica en Cádiz, apareció esta pieza. Los obreros la entregaron al arquitecto Francisco Hernández-Rubio, quien la hizo llegar al presidente de la Compañía. El Estado reclamó su propiedad y se integró en la colección del Museo.

## Descripción
El idolillo en cuestión es una pieza exquisita de orfebrería orientalizante, que en la actualidad se conserva en el Museo Arqueológico Nacional. Por la túnica pegada al cuerpo y la posición de las manos se creyó que representaba a un sacerdote, de ahí su nombre, pero la interpretación más probable es que se trate de una imagen del dios Ptah. Esta divinidad era protectora de los artesanos del metal y son numerosos los ejemplares encontrados en Egipto y otras zonas del Mediterráneo. La pieza se localizó durante los trabajos de cimentación, a cinco metros. de profundidad, pero al no realizarse una excavación metódica se perdió toda la información de contexto. Por análisis estilístico se puede datar entre los siglos  VII y IV a. C. El Expediente publicado en la Gaceta de Madrid lo firmaba Eduardo Callejo de la Cuesta (1875-1950), que en 1926 fue impulsor del llamado "Decreto Callejo", para la protección del Patrimonio, aunque en este caso se invocaba el Reglamento de Excavaciones de 1912: "Art. 5°: Serán propiedad del Estado, a partir de la promulgación de esta ley, las antigüedades descubiertas casualmente en el subsuelo o encuentros a demoler antiguos edificios". En este caso, la intervención del erudito local Ángel Picardo, hizo que las autoridades tuvieran noticia rápida del hallazgo y intervinieran para hacer valer el principio de propiedad pública de los restos arqueológicos. Si no hubiera habido esta actuación con el tiempo la estatuilla podría haber terminado en la nutrida colección particular de los hermanos Behn, grandes empresarios internacionales de telefonía.